# Petkovo (distrikt i Bulgarien, Oblast Sofija)
Petkovo (bulgariska: Петково) är ett distrikt i Bulgarien.   Det ligger i kommunen Obsjtina Elin Pelin och regionen Sofijska oblast, i den västra delen av landet, 27 km öster om huvudstaden Sofia.
Trakten runt Petkovo består till största delen av jordbruksmark. Runt Petkovo är det ganska tätbefolkat, med 58 invånare per kvadratkilometer.